# Maria Assunta Alexandroff Bassi
Maria Assunta Alexandroff Bassi (Parigi, 4 aprile 1925 – Bologna, 11 ottobre 2012) è stata una scrittrice italiana.
Pur essendo nata in Francia, Maria Assunta restò apolide fino all'agosto del 1949. All'atto di nascita, infatti, la madre di lei, Anna Maria, italiana, non dichiarò chi fosse il padre naturale, e la bambina venne registrata soltanto con il nome di Marie Assomption. Anni dopo, un avvocato di famiglia che si occupò di risolvere per lei la questione della cittadinanza, consultando i documenti relativi all'atto di nascita, scoprì che, in base alla formula utilizzata dalla madre, Maria risultava non riconosciuta dai genitori. Dopo aver chiarito la sua vicenda, Maria Assunta poté ottenere il cognome Bassi, appartenente alla nonna materna, e così, ufficialmente, la cittadinanza italiana.
L'esperienza di Maria Assunta Alexandroff Bassi, raccontata nel suo romanzo Danza sull'abisso, integra e arricchisce l'insieme di testimonianze relative alle vicende della seconda guerra mondiale, in questo caso essendo state vissute in prima persona le drammatiche scelte politiche del Reich.

## Origini e infanzia
Maria Assunta nasce a Parigi da padre ignoto il 4 aprile 1925. Trascorre la prima infanzia a Parigi insieme alla madre, Anna Maria, e alla nonna materna, Amelia, nata a Milano nel 1881, in un'antica e nobile famiglia: il padre era addetto all'ambasciata di Vienna, la madre, Elvira, una donna bellissima che aveva abbandonato la famiglia per seguire un musicista.
Amelia aveva poi sposato un uomo di venticinque anni più anziano di lei, dal quale ebbe Anna Maria, data alla luce nell'agosto del 1903. Dopo un primo periodo passato a Trezzo sull'Adda, la famiglia rientrò a Milano. Anna Maria dimostra fin da bambina un carattere molto difficile e apertamente ribelle, peggiorato dopo la precoce morte del padre, avvenuta quando lei aveva appena sei anni. Le cospicua eredità di lui le permette tuttavia una vita agiata ma, da quando ne entra in pieno possesso, a diciannove anni, fa scelte sempre più avventate che portano alla sua rovina e a quella dei propri familiari.
Le conseguenze di questo disastro finanziario coinvolgono anche la piccola Maria Assunta, che fino ai sei anni vive un'infanzia molto agiata, dividendosi tra lezioni di lingue (comincia a parlare prestissimo in francese, tedesco e italiano), di equitazione e di danza, come allieva della famosa Anna Pavlova.

### Un difficile rapporto con la madre
Maria Assunta consegna ai suoi lettori un ritratto della madre complesso ma verosimilmente obiettivo, per quanto possa un figlio che vive nella sfera di influenza del proprio genitore. Anna Maria, spesso isterica e iraconda nei confronti di parenti e amici, sapeva talora esercitare un fascino quasi ipnotico su alcune persone che le restavano fedeli anche a costo di pagare un prezzo altissimo. Aveva un'attitudine alla scrittura che venne addirittura incoraggiata da Gabriele D'Annunzio, durante un incontro letterario, quando era giovanissima, ed ebbe tra i suoi maestri anche Alfredo Panzini. Prima di essere travolta dallo scandalo dei debiti, Anna Maria conosce Sacha, un russo bianco, figlio del Conte Alexandroff, che aveva trovato rifugio in Francia per scampare alle epurazioni dei nobili durante la Rivoluzione di ottobre, di cui il padre era rimasto vittima.
Insieme affittano ville sontuose in Costa Azzurra, e tra il settembre e l'ottobre del 1932, in seguito a un lungo viaggio che dalla Francia, attraverso Berlino, Riga, Tallinn, li porta a Helsinki, dove vive ancora la madre di Sacha, anche lei esule sfuggita all'eccidio, si sposano. Proprio al rientro in Francia iniziano i guai che li costringono a scappare in Italia un pomeriggio di ottobre del 1933. Arrivano quindi a Firenze, dapprima ospiti di un albergo di lusso, poi in una villa in affitto presso una contessa russa amica di Sacha, fino al terribile epilogo che porta al processo per debiti e truffa contro Sacha stesso, che se la caverà con un'espulsione in Germania, Anna Maria e la nonna.
Maria si ritrova ad essere ospitata da una carissima amica della nonna insieme a Käte, la governante che si prenderà cura di lei fino all'adolescenza.

## Partenza dall'Italia
Dopo il 10 dicembre 1934, il giorno che come dice Maria Assunta cambiò tutta la mia vita, quando avviene l'irruzione in casa del commissario che pone in stato di fermo i suoi familiari, inizia un periodo di incertezze e difficoltà. Al processo la posizione degli imputati è peggiorata a causa del particolare clima politico: Anna Maria aveva sempre dichiarato apertamente la sua avversione per il fascismo, non tanto per ragioni ideologiche, ma per il fatto che considerava i rappresentanti del regime rozzi e incolti. Inoltre aveva lasciato l'Italia proprio nel 1923, quando Benito Mussolini era appena salito al potere, e questo aveva finito per dar corpo all'ipotesi di un possibile coinvolgimento in attività di spionaggio. La prima conseguenza penale è quindi l'espulsione del patrigno di Maria Assunta dall'Italia. Trovato rifugio a Berlino, Sacha invita Maria Assunta e Käte a raggiungerlo, in attesa che la madre e la nonna abbiano scontato la loro pena, rispettivamente di quattro e due anni.
Alla fine di novembre del 1935, Maria Assunta lascia l'Italia per iniziare un nuovo lungo ciclo in una Berlino già lanciata verso la catastrofe, da cui l'adolescenza della scrittrice resterà per sempre segnata: sognavo in quel periodo di cadere in un buco nero, era quella la sensazione che provavo: non avevo paura, ma piuttosto un senso di curiosità anche se non riuscivo a figurarmi ciò a cui andavo incontro. Quel vuoto rappresentava per me Berlino.

## Gli anni di Berlino
Dopo le prime difficoltà a causa della mancanza di lavoro e alloggio, Maria e Käte riescono a farsi ospitare da una coppia di vecchi conoscenti di quest'ultima, che nel frattempo trova un impiego come inserviente nel manicomio di Buch, un sobborgo di Berlino. Maria Assunta vive abbastanza serenamente, frequentando l'ambiente che ruota attorno all'ambasciata italiana e a Casa Italia, punto di ritrovo degli italiani all'estero e delle attività promosse dal fascio. Tutto sembra procedere in un'apparente normalità, finché non la raggiungono di nuovo i suoi familiari. Con la madre non sa come riallacciare un rapporto e si rifiuta di abitare assieme a lei, Sacha e la nonna. Decide quindi di impiegarsi in una ditta ortofrutticola, come segretaria di Valdo De Lellis, amministratore influente che può vantare molti rapporti personali all'ambasciata, vedovo, con un figlio piccolo che vive a Bologna insieme ai genitori di lui. È il 1940, Maria ha quindici anni quando inizia il suo primo lavoro negli uffici della Enterico ad Alexanderplatz. L'anno successivo Maria e De Lellis intrecciano un'intensa quanto sofferta relazione.

### Il dramma dei bombardamenti
All'inizio del 1943 Maria scopre di essere incinta ma non ha il coraggio di dirlo a Valdo che nel frattempo deve partire per uno dei suoi rientri in Italia. Mentre Maria lo aspetta a Berlino, a causa dello shock subito durante un bombardamento, perde la bambina. Si avvicina intanto l'estate e Maria decide di trascorrere alcuni giorni dalla sorella di Käte, nel distretto minerario della Saar.
Nel luglio del 1943 la città subisce un pesante bombardamento che rade al suolo anche la casa in cui Maria viveva insieme a Käte. Rientrata a Berlino poco dopo la catastrofe, nell'affannosa ricerca di notizie sulla sorte della propria governante, riesce infine a sapere che era rimasta coinvolta nel crollo di un soffitto. Dal momento che i feriti venivano portati in Polonia, Maria affronta un difficile viaggio fino a Varsavia alla sua ricerca. Qui, mentre si dirige verso la Vistola, è fermata da una pattuglia per il controllo dei documenti. Più tardi viene a conoscenza che proprio in quegli attimi concitati era in corso la distruzione del ghetto che si trovava a pochi isolati da lì.
Trovata Käte a Poznań, Maria intuisce che le sue condizioni sono piuttosto critiche. La donna infatti affronterà in seguito una lunga degenza a Marienbad, in Boemia, senza praticamente riprendersi più.
Maria Assunta si trova fuori Berlino anche in occasione del secondo pesantissimo bombardamento della città, nel settembre del 1943. Stava infatti rientrando da Norimberga, dove De Lellis, che era solito incaricarla di commissioni piuttosto delicate, l'aveva mandata a consegnare un pacco a un prigioniero. Quando è ancora a bordo del treno assiste al terribile spettacolo: vidi una strana luce invadere lo scompartimento, mi alzai di scatto e cercai uno spazio tra il muro di persone ammutolite davanti ai finestrini. Finalmente ci riuscii e davanti ai miei occhi apparve il più incredibile, spaventoso eppure affascinante spettacolo che avessi mai visto. Ovunque si posasse il mio sguardo il cielo era rosso, rosso in tutte le sfumature, in tutti i toni, era arancione, era giallo ed in qualche punto incomprensibilmente bluastro. Berlino sembrava trasformata in un gigantesco rogo, inimmaginabile.

### Un crescendo di terrore: la distruzione di Dresda
Rimasta di nuovo senza alloggio, Maria è costretta a tornare dai suoi familiari. È il 1944 e la vita diventa difficilissima, tra il rincorrersi degli allarmi per le incursioni e le affannose fughe nelle cantine delle case utilizzate come rifugi antiaerei. Racconta che ormai tutti andavano a letto semi-vestiti, con una valigia a portata di mano, pronti ad alzarsi appena udivano la sirena. Durante un attacco, anche la casa dei suoi resta lesionata. Si trasferiscono quindi in due stanze del Central Hotel, nei pressi della stazione centrale di Friedrichstraße. Ma nel rapido e drammatico mutare di tutte le cose, pure questa sistemazione dovrà essere abbandonata. Verso la fine dell'anno, con l'intensificarsi dei bombardamenti, trovano rifugio nella casa di un'ex-cantante wagneriana, a Charlottenburg.
Maria, secondo le disposizioni di De Lellis, rientrato in Italia da diverso tempo, organizza intanto la chiusura degli uffici. A febbraio del 1945, saputo di un convoglio in partenza per Venezia con il personale dell'ambasciata italiana, anche lei decide di tentare la sorte e sfuggire all'assedio di Berlino. Parte così per un rischioso viaggio, portando con sé la nonna.
Poco dopo la partenza, a bordo del treno piombato, assiste al terribile bombardamento di Dresda. Si tratta di due delle tre pesantissime incursioni che rasero al suolo la città. Qualcuno squarciò la carta nera che, per garantire il totale oscuramento, copriva i finestrini: la visione era terrificante e per un momento ci parve di essere immersi in un mare di fuoco, un mare che sembrava non avere né principio né fine, ci circondava e ci sovrastava, era ovunque. Anche se diversi chilometri ci separavano in realtà dall'immane incendio, l'impressione era quella di trovarcisi in mezzo: il cielo sembrava lambito dalle fiamme ovunque si posasse lo sguardo.

## Epilogo
Arrivata a Venezia, non ha alcun indirizzo cui rivolgersi. Le viene in mente di andare al Platzkommandant per un impiego temporaneo, sfruttando la sua conoscenza del tedesco. Sebbene il Colonnello l'aiuti a inserirsi, essendo la città ormai prossima alla resa, Maria Assunta dovrà di nuovo fare i conti con i capovolgimenti della sorte. Si trova quindi in capo a tre settimane ad accompagnare la delegazione tedesca davanti ai membri del C.L.N (Comitato di Liberazione Nazionale) per la ratifica della fine delle ostilità.
Maria Assunta, dopo un fermo temporaneo a causa del suo lavoro al comando tedesco, riesce a trovare una nuova occupazione come segretaria per la Royal Navy. Prima di Natale, arrivano finalmente notizie sull'epilogo di Berlino. In una lunga lettera la madre la informa di essersela cavata, al contrario di Sacha, del quale si erano perse le tracce, arrestato e avviato in un campo di lavoro in Russia; i conquistatori russi infatti avevano letteralmente scatenato una caccia ai bianchi che avevano trovato rifugio in Germania.
Interrotta la relazione con De Lellis, Maria continua a vivere e lavorare a Venezia, dove conosce un ufficiale inglese, Ian, dal quale ha un bambino, nato nel 1947. Ian, tuttavia, sposato a un'altra donna, non osa lasciare la moglie per la sua nuova famiglia. I due così si separano. Maria trova un nuovo impiego a Trieste, presso la filiale della ditta ortofrutticola di Berlino. Arriva in città il 2 febbraio 1948. Due anni dopo si trasferisce a Bologna, dove in seguito ha vissuto stabilmente.